# 李如橂
李如橂（？—？），奉天鐵嶺衛人，清朝政治人物、貢士出身。
順治年間，拔貢出身。順治八年，擔任山西介休縣知縣。后升任固原州知州。